# 안좌초등학교
안좌초등학교는 대한민국 전라남도 신안군 안좌면 읍동리에 있는 공립 초등학교다.

## 학교 연혁
- 1921년 10월 8일 안좌공립보통학교 설립 인가
- 1921년 12월 1일 무안군 안좌공립보통학교 개교
- 1936년 4월 1일 안좌공립보통학교 부설 안창간이학교 개교
- 1938년 4월 1일 안좌공립심상소학교 개칭
- 1941년 4월 1일 안좌공립국민학교 개칭
- 1944년 3월 1일 안창간이학교 안좌남국민학교 승격 분리
- 1952년 11월 16일 안좌국민학교 반월분교 설립 인가
- 1953년 4월 1일 반월분교장 개교
- 1956년 6월 1일 안좌국민학교 사치분교 설립 인가
- 1957년 9월 24일 사치분교장 개교
- 1958년 4월 1일 안좌국민학교 우목분교 설립 인가
- 1958년 4월 21일 우목분교장 개교
- 1958년 5월 22일 안좌국민학교 내호분실 설립 인가
- 1958년 10월 25일 안좌국민학교 박지분교 설립 인가
- 1958년 12월 20일 내호분실 개설
- 1960년 3월 15일 박지분교장 개교
- 1960년 4월 1일 내호분실 내호분교장 개편
- 1967년 11월 3일 안좌국민학교 안좌남분교 설립 인가
- 1968년 3월 1일 안좌남분교장 개교
- 1969년 3월 1일 안좌남분교장 (신) 안좌남국민학교 승격 분리
- 1969년 3월 1일 박지분교장, 반월분교장 안좌남국민학교 이관, 사치분교장 안좌서국민학교 이관
- 1969년 3월 10일 내호분교장 안좌서국민학교 이관
- 1970년 3월 1일 우목분교장 안좌남국민학교 이관
- 1973년 3월 1일 특수학급 증설
- 1981년 3월 15일 병설유치원 개원
- 1989년 3월 1일 안좌서국민학교 분교장 격하 편입, 내호분교장, 사치분교장 편입
- 1992년 3월 1일 안좌남국민학교 박지분교장 폐교 및 본교 통폐합
- 1993년 3월 1일 안좌남국민학교 폐교 및 본교 통폐합, 반월분교장, 우목분교장 편입
- 1993년 3월 1일 다목적 교실(강당) 1동 신축
- 1994년 3월 1일 안좌서분교장 폐교 및 본교 통폐합
- 1996년 3월 1일 안좌초등학교 개칭, 우목분교장 폐교 및 본교 통폐합
- 1999년 9월 1일 자라초등학교 분교장 격하 편입
- 2000년 3월 1일 사치분교장 폐교 및 본교 통폐합
- 2001년 3월 1일 내호분교장 폐교 및 본교 통폐합
- 2009년 3월 1일 안창초등학교 폐교 및 본교 통폐합
- 2017년 2월 10일 제94회 졸업식 졸업생8명(총8,831명)
- 2017년 3월 1일 반월분교장 폐교 및 본교 통폐합
- 2017년 9월 1일 제34대 허경란 교장 부임
- 2018년 2월 13일 제95회 졸업식 졸업생 9명(총 8,840명)
- 2025년 3월 1일 자라분교장 폐교 및 본교 통폐합

## 학교 상징
- 교화 - 동백꽃 : 끈기와 인내
- 교목 - 소나무 : 씩씩한 기상
- 교색 - 녹색 : 정답게 자라는 꿈

## 참고 자료
- 안좌초등학교 - 한국교육학술정보원 학교알리미